# Отто Гоффман фон Вальдау
Отто Гоффман фон Вальдау (нім. Otto Hoffmann von Waldau; 7 липня 1898, Банкау, Німецька імперія — 17 травня 1943, Петрич, Болгарія) — німецький офіцер, генерал авіації. Кавалер Лицарського хреста Залізного хреста.

## Біографія
13 грудня 1915 року поступив на службу добровольцем в Імперську армію. Учасник Першої світової війни, після закінчення якої продовжив службу в рейхсвері. З січня 1932 року служив у Імперському міністерстві оборони. З 1 квітня 1935 року — аташе люфтваффе в німецькому посольстві у Римі, однак 31 травня був відкликаний і призначений референтом Генштабу люфтваффе, служив на цій посаді до 30 вересня 1936 року. З жовтня 1936 по вересень 1937 року — командир 1-ї групи 153-ї винищувальної ескадри, після чого призначений начальником 3-го відділу Генштабу люфтваффе. Згодом призначений навчального штабу Генштбабу люфтваффе.
З лютого 1939 по 10 квітня 1942 року — начальник Командного штабу люфтваффе. З 12 квітня по кінець серпня 1942 року — командир авіаційних частин в Африці. З вересня 1942 року — командир 10-м повітряним корпусом в Афінах. З 1 січня 1943 року — командувач командування люфтваффе «Південний Схід». Загинув в авіакатастрофі.

## Звання
- Фенрих (27 січня 1917)
- Лейтенант (22 березня 1917)
- Обер-лейтенант (1 серпня 1925)
- Ротмістр (1 березня 1933)
- Гауптман (20 травня 1933)
- Майор (1 серпня 1935)
- Оберст-лейтенант (1 жовтня 1937)
- Оберст (22 вересня 1939)
- Генерал-майор (19 липня 1940)
- Генерал-лейтенант (1 березня 1942)
- Генерал авіації (30 січня 1943)

## Нагороди

### Перша світова війна
- Залізний хрест 2-го і 1-го класу
- Нагрудний знак «За поранення» в чорному

### Міжвоєнний період
- Почесний хрест ветерана війни з мечами
- Медаль «За вислугу років у Вермахті» 4-го, 3-го і 2-го класу (18 років)
- Комбінований Знак Пілот-Спостерігач
- Медаль «У пам'ять 13 березня 1938 року»
- Медаль «У пам'ять 1 жовтня 1938» із застібкою «Празький град»

### Друга світова війна
- Застібка до Залізного хреста 2-го і 1-го класу
- Орден Корони Румунії, великий офіцерський хрест (5 січня 1942)
- Орден Хреста Свободи 1-го класу з мечами (Фінляндія) (25 березня 1942)
- Медаль «За італо-німецькі кампанію в Африці» (Італія)
- Нарукавна стрічка «Африка»
- Лицарський хрест Залізного хреста (28 червня 1942) — за заслуги під час Африканської кампанії.